# Ocypode
Ocypode là một chi cua ma thuộc họ Ocypodidae. Các loài trong chi này thường được tìm thấy ở bờ biển cát của các vùng nhiệt đới và cận nhiệt đới trên khắp thế giới. Chúng có thân hình hộp, cuống mắt dày và dài, một bên càng lớn hơn bên kia ở cả con đực và con cái. Chúng sinh sống trong các hang đào sâu ở vùng gian triều, chủ yếu hoạt động về đêm và là loài ăn xác thối và động vật săn mồi chủ yếu là các loài động vật nhỏ. 

## Các loài
Chi này có 21 loài hợp lệ được ghi nhận.
| Species                                            | Common names                                                | Description | Image |
| -------------------------------------------------- | ----------------------------------------------------------- | --- | ----- |
| Ocypode africana De Man, 1881                      | African ghost crab                                          | Medium-sized species found in the eastern Atlantic coast of Africa from Mauritania to Namibia. It is sympatric with O. cursor but can easily be distinguished from the latter by the absence of the tuft of bristles on the tip of their eyes. |       |
| Ocypode brevicornis H. Milne-Edwards, 1837         |                                                             | Large-sized species found in Oman, India, Sri Lanka, and the Nicobar Islands. They can be distinguished from other species of Ocypode in the Indian Ocean by the naked propodi of their first and second pair of walking legs and by the 23 to 28 tubercles on their stridulating ridge. Their eyestalks possess styles. |       |
| Ocypode ceratophthalma (Pallas, 1772)              | horned ghost crab or horn-eyed ghost crab                   | Medium to large-sized species. They are one of the most widespread species in Ocypode, being found in the entirety of the Indian Ocean (except the Red Sea); and eastwards toward Polynesia and Clipperton Island, though they are not known from the eastern Pacific coast of the Americas. Their eyestalks possess styles, and they are frequently confused with similar species which share their distribution range (especially juveniles). They can be distinguished by a stridulating ridge of 10 to 11 interspaced tubercles on the upper third, 8 thick striae on the central third, and 20 to 30 closely spaced tubercles on the lower third; as well as by their slender gonopod with a palp, and the pointed tip of their smaller claw. |       |
| Ocypode convexa Quoy & Gaimard, 1824               | golden ghost crab, western ghost crab, or yellow ghost crab | Large-sized species found in Western Australia, from Broome to Perth. They can be distinguished by the forward-facing triangular outer edges of their eye orbits, pointed smaller claws, a stridulating ridge of 19 to 24 tubercles, and a fringe of bristles on the upper margin of the propodi of the first and second walking legs. |       |
| Ocypode cordimanus Latreille, 1818                 | smooth-handed ghost crab                                    | Medium-sized species. They are one of the most widespread species in Ocypode, being found in the western Indian Ocean (including the Red Sea) to the French Polynesia in the western Pacific. As their common name implies, they can be distinguished by the absence of stridulating ridges on the palm of their claws. |       |
| Ocypode cursor (Linnaeus, 1758)                    | tufted ghost crab                                           | Large-sized species found in the eastern Atlantic, from Mauritania to Namibia; as well as the Mediterranean Sea, from Egypt to southern Greece. They are easily distinguished by the characteristic tuft of bristles on the end of their eyestalks. |       |
| Ocypode fabricii H. Milne-Edwards, 1837            |                                                             | Medium-sized species found in Northern and Western Australia, from Darwin to Shark Bay. They closely resemble O. jousseaumei, but they are not found from the same localities. |       |
| Ocypode gaudichaudii H. Mile-Edwards & Lucas, 1843 | painted ghost crab                                          | Medium to large-sized species found in the eastern Pacific coast of the Americas, from Guatemala to Chile. They share their distribution range with Hoplocypode occidentalis but are easily distinguishable by their bright coloration and the presence of styles on their eyestalks. |       |
| Ocypode jousseaumei (Nobili, 1905)                 |                                                             | Small to medium-sized species found only in the Gulf of Aden and the Gulf of Oman. They are very similar to O. fabricii, but they are not found in the same localities. |       |
| Ocypode kuhlii De Haan, 1835                       | Kuhl's ghost crab                                           | Medium to large-sized species found in the Nicobar Islands, southern Thailand, Indonesia, and Papua New Guinea. They can be distinguished by a stridulating ridge of about 10 interspaced tubercles. The propodi of their first to fourth pair of walking legs do not possess bristles on the upper and lower surfaces. |       |
| Ocypode macrocera H. Milne-Edwards, 1852           |                                                             | Medium-sized species found in Pakistan, India (including the Nicobar Islands), Sri Lanka, and Myanmar. In adult males, the outer edges of the eye orbits are tooth-shaped and project forward. The palm of the claws are densely covered with tubercles on the upper surface, with distinctively serrated upper and lower margins. The stridulating ridge has 35 to 56 tubercles with striae. The tip of the smaller claw is characteristically blunt. Their eyestalks possess styles. |       |
| Ocypode madagascariensis Crosnier, 1965            |                                                             | Medium-sized species found in Madagascar and the southeastern coast of Africa (from Mozambique to Natal, South Africa). Its carapace is covered densely with rough tubercles on the upper surface and wider than it is long. The outer edges of the eye orbits are broadly triangular and project forward. Their stridulating ridge has 20 to 30 tubercles. |       |
| Ocypode mortoni George, 1982                       |                                                             | Small-sized species found in South China and southern Japan. It is closely related to O. stimpsoni which is also found in the same regions, but can be distinguished by the presence of styles on their eyestalks. They also share the same range with O. ceratophthalmus (which also possess styles), but O. mortoni have 35 to 71 striae on their stridulating ridges and their smaller claws have broadly rounded to flattened tips. |       |
| Ocypode nobilii De Man, 1902                       |                                                             | Small-sized species found in the Gulf of Thailand, and the Malaysian Peninsula to northern Borneo. They are very similar to O. stimpsoni but they do not share the same distribution range. |       |
| Ocypode pallidula Jacquinot, 1846                  | pallid ghost crab                                           | Small to medium-sized species. They are one of the most widespread species in Ocypode, being found from Hawaii to the Great Barrier Reef to Madagascar and Mauritius. It has been proposed that this species may actually be composed of two cryptic species, but it remains unclear without further molecular genetic tests. Their stridulating ridges are composed of 30 to 42 thick striae in males and 17 to 29 in females. The smaller claw is pointed. |       |
| Ocypode pauliani Crosnier, 1965                    |                                                             | Medium-sized species endemic to Madagascar. They possess 7 to 13 tubercles on their stridulating ridges. The smaller claw is pointed. |       |
| Ocypode quadrata (Fabricius, 1787)                 | Atlantic ghost crab                                         | Medium to large-sized species found in the western Atlantic, from Massachusetts in the United States to Rio Grande do Sul in Brazil. They are easily distinguished as they are the only species of Ocypode in the western Atlantic. |       |
| Ocypode rotundata Miers, 1882                      |                                                             | Large-sized species found in the southern coast of the Arabian Peninsula to northern India (from Oman to Bombay), including the Persian Gulf. They are very similar to O. saratan but can be distinguished by having 10 to 15 irregularly spaced elongated tubercles with striae on their stridulating ridges and a thumb-like palp on their gonopods. Their eyestalks possess styles. |       |
| Ocypode ryderi Kingsley, 1880                      | pink ghost crab                                             | Medium-sized species found in the east coast of Africa, from Abd al Kuri of southern Somalia to Port Elizabeth of South Africa, and also the Seychelles. They can easily be distinguished by the presence of a characteristic red band along the inner edges of their legs. |       |
| Ocypode saratan (Forskål, 1775)                    |                                                             | Medium to large-sized species found in the Red Sea. Very common species in the Red Sea, and one of only two species known from there (O. cordimanus has also been recorded in the Red Sea, but only rarely). Also known from Madagascar through Indian Ocean to the Western Pacific. Their eyestalks possess styles. |       |
| Ocypode stimpsoni Ortmann, 1897                    |                                                             | Small-sized species found in China, the Korean Peninsula, and Japan. They closely resemble O. mortoni but can easily be distinguished because they lack styles on their eyestalks. |       |

Bên cạnh đó, một số loài trước đây đã được định danh lại hoặc đã chuyển sang chi khác. Như loài O. occidentalis trước đây đã được chuyển sang chi riêng Hoplocypode vào năm 2013. Các định danh O. longicornuta, O. platytarsis, O. pygoides và O. sinensis được xác định lần lượt là đồng nghĩa của các loài O. ceratphthala, O. brevicornis, O. convexa và O. cordimanus.